# Parotosuchus
Parotosuchus és un gènere extint d'amfibi temnospòndil capitosauroïdeu que va viure al Triàsic inferior. Arribava als 2 metres de longitud i habitava rius i llacs.

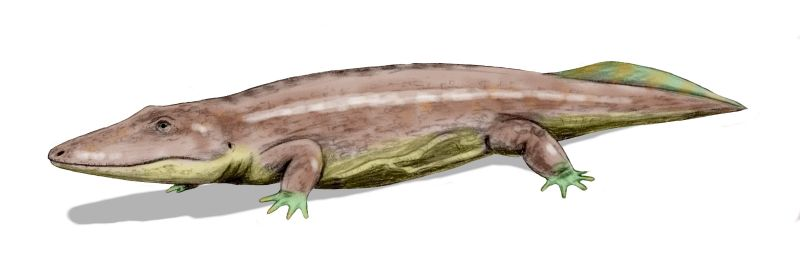
Parotosuchus sp.